# Ozero Podgornoe
Ozero Podgornoe (englische Transkription von russisch Озеро Подгорное Osero Podgornoje) ist ein See auf dem Mawson Escarpment im ostantarktischen Mac-Robertson-Land. Er liegt nordwestlich des Rofe- und südwestlich des Korotki-Gletschers.
Russische Wissenschaftler nahmen seine Benennung vor. Der weitere Benennungshintergrund ist nicht überliefert.